# فرانس بطرس
فرانس ضياء بطرس هو لاعب كرة قدم عراقي. يلعب بمركز الظهير الأيمن ولد في يوم 14 يوليو 1993 في مدينة آرهوس في الدنمارك، يلعب فرانس حالياً مع نادي هوبرو وسبق له اللعب مع نادي فيديريكا ونادي سيلكيبورج ونادي آرهوس جمناستيك فورينينغ ونادي سكوفباكن، في سنة 2013 لعب فرانس مع منتخب الدنمارك تحت 21 سنة لكرة القدم ويبلغ طول اللاعب 181 سم.

## إحصائيات
آخر تحديث 19 تشرين الثاني 2024.
| منتخب العراق | منتخب العراق | منتخب العراق | منتخب العراق |
| السنة        | المباريات    | الأهداف      |              |
| ------------ | ------------ | ------------ | ------------ |
| 2018         | 3            | 0            |              |
| 2021         | 5            | 0            |              |
| 2022         | 1            | 0            |              |
| 2023         | 5            | 0            |              |
| 2024         | 6            | 0            |              |
| المجموع      | 20           | 0            |              |

## الجوائز والإنجازات

### الجماعية
العراق
- كأس ملك تايلاند (1): 2023

## روابط خارجية
- فرانس بطرس على موقع إي إس بي إن إف سي (الإنجليزية)
- فرانس بطرس على موقع قاعدة بيانات كرة القدم.إي يو (الإنجليزية)
- فرانس بطرس على موقع ناشيونال فوتبول تيمز (الإنجليزية)
- فرانس بطرس على موقع Soccerway.com (الإنجليزية)
- فرانس بطرس على موقع عالم كرة القدم.نت (الإنجليزية)